# Dialeurodes hexpuncta
Dialeurodes hexpuncta es un hemíptero de la familia Aleyrodidae, con una subfamilia: Aleyrodinae.
Fue descrita científicamente por primera vez por Singh en 1932.